# 尼刻
尼刻（直译：「胜利」，希臘語發音：[nǐːkɛː]，拉丁字母轉寫：Nike），又譯奈姬，是希腊神话的胜利女神，她在罗马神话对应的是维多利亚（Victoria）。根据赫西俄德的《神谱》，她是泰坦神帕拉斯和斯梯克斯的女儿，也是克拉托斯（力量）、比亚（强力）和泽洛斯（热诚）的姊妹，全都是主神宙斯的同伴。在泰坦战争中，尼刻站在奥林匹斯神一边，为他们带来胜利。

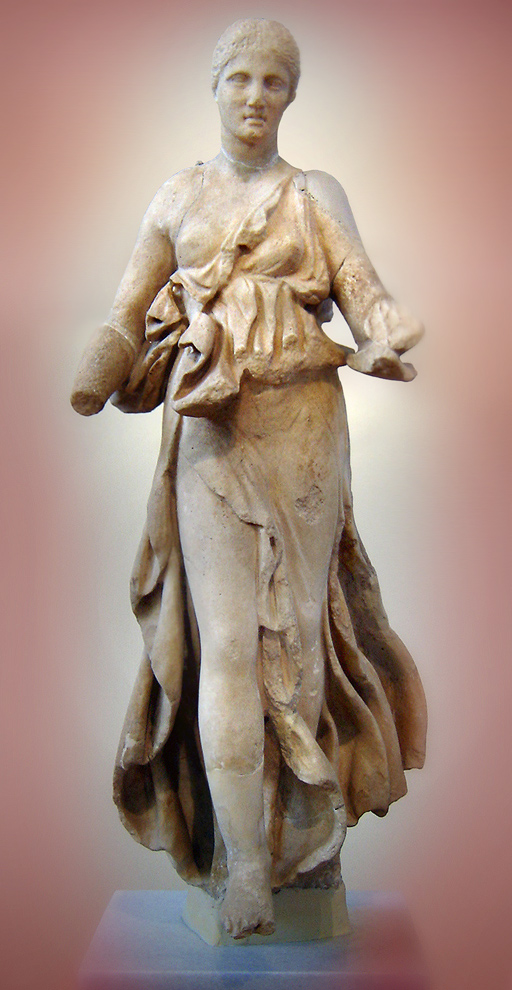
《萨莫特拉斯胜利女神》

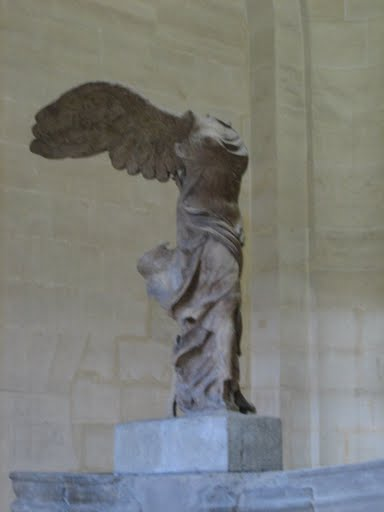
卢浮宫内的《萨莫特拉斯胜利女神》

在傳統的描述中，尼刻常带有翅膀，拥有惊人的速度，但是除此之外并不具有其他特殊力量。她并不仅仅象征战争的胜利，而是代表着希腊人日常生活中的许多领域，尤其是竞技体育领域中的成功。因此她被认为是带来好运的神祇，经常作为艺术作品所表现的对象。在艺术作品中，她通常同化于其他的神，比如古希腊的雕塑家通常将她塑造为娇小的带有翅膀的形象，栖停于另一个神的手臂，或是从同伴神的衣裳中探出，或者像仙女一样高飞于天空。
在她最著名的肖像中，如卢浮宫内的《萨莫特拉斯的胜利女神》，她表现为裸体或是穿有盔甲的带翅女神。在希腊的陶器上，她被描绘为站立、飞翔或是跨步，有时候是在祭坛上倾注祭酒。她的附属物通常是花环、双耳罐、小瓶和香炉。在意大利西部的希腊殖民地上她通常出现为乘坐战车的形象，在另一些地方她表现为拿着武器或奖杯，或是演奏里拉（lyre，古希臘的竖琴，有五弦至七弦）或笛子。
尼刻经常与雅典娜一起受到崇拜，因为在前490年马拉松战役中希腊战胜了波斯之后，她们這兩個信仰被緊密地連結起来。雅典的帕德农神廟中供奉的雅典娜神像也雕刻了尼刻，而且雅典衛城中也包含了一座献给尼刻女神的神庙。有时，雅典娜被描绘为携有尼刻小雕像的形象。根据保萨尼亚斯的纪录，雅典的尼刻被表现为不带翅膀的形象，大概人们希冀如此可以阻止胜利女神离开这个城市。该神庙还存留下了这个神的一个形象：解鞋带的尼刻（Nike Slancio）。它曾经位于神庙的胸墙上，现存于雅典的卫城博物馆。

## 以其命名
- 的设计师杰夫·约翰逊（Jeff Johnson）在1971年为新产品起名字的时候想到了这个代表胜利的女神，从此诞生了一个著名的体育品牌。
- 美國在1945年展開的地對空導彈計畫，也命名為尼刻计划（Nike Project），產物為。